# Lake Mipia
Lake Mipia är en sjö i Australien. Den ligger i delstaten Queensland, omkring 1 300 kilometer väster om delstatshuvudstaden Brisbane. 
Omgivningarna runt Lake Mipia är i huvudsak ett öppet busklandskap. Trakten runt Lake Mipia är nära nog obefolkad, med mindre än två invånare per kvadratkilometer. Genomsnittlig årsnederbörd är 196 millimeter. Den regnigaste månaden är februari, med i genomsnitt 58 mm nederbörd, och den torraste är augusti, med 2 mm nederbörd.